# プレジデント椿

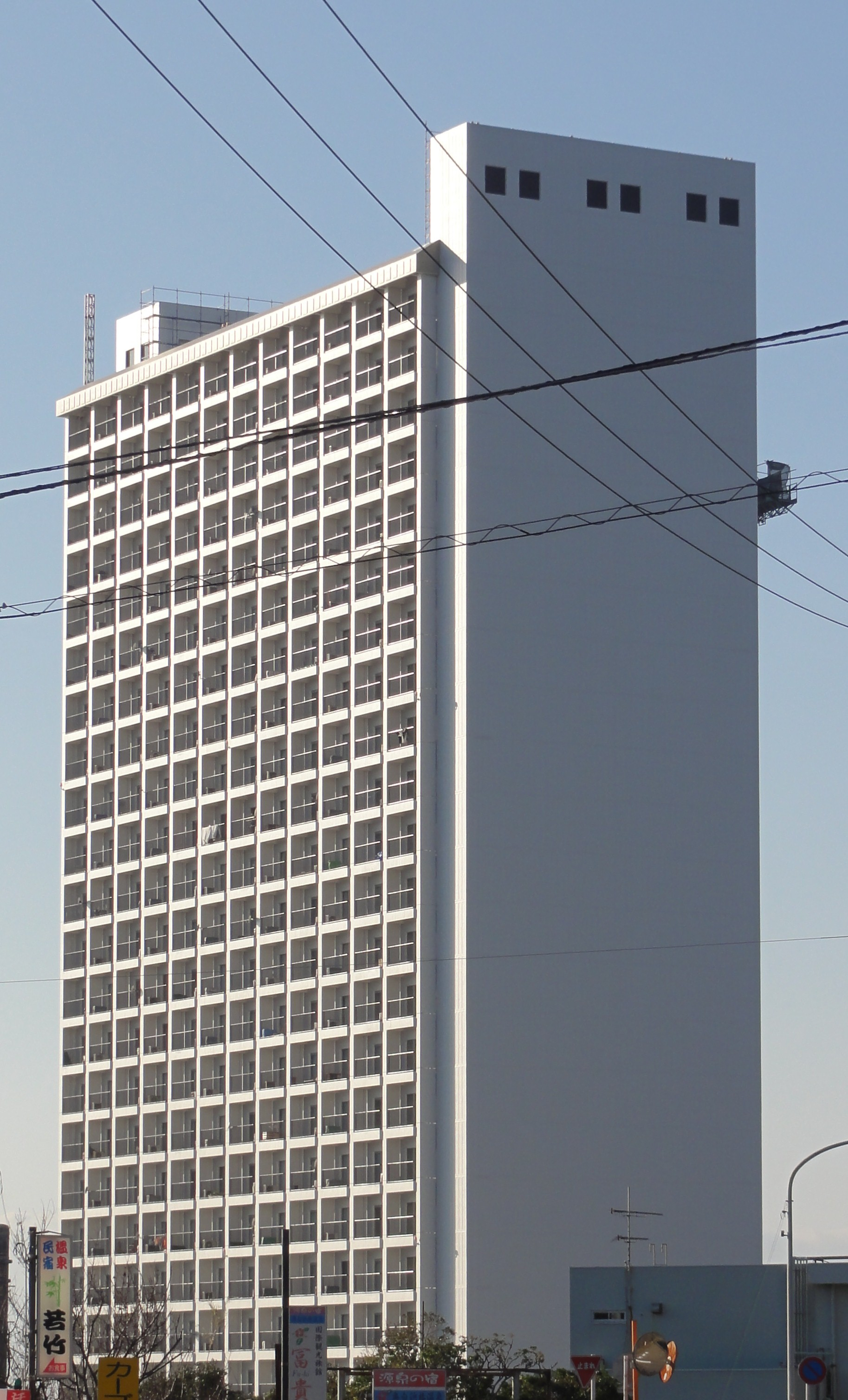
President tsubaki

プレジデント椿（プレジデントつばき）は、和歌山県西牟婁郡白浜町にあるリゾートマンション・超高層マンションである。

## 概要
所在地は和歌山県白浜町椿1055-9で、JR紀勢本線椿駅から徒歩20分に位置する。
1976年（昭和51年）竣工。高さは99.6 m、28階建て、総戸数は393戸である。和歌山県で2番目に高い超高層ビルであり（同県内で1番高い超高層ビルは、和歌山マリーナシティ･シエルヴィータの高さ102.4m、28階建て）、かつては各都道府県の最高層建築物のうち、竣工年が最も古かった。
山善による分譲で、竹中工務店の施工である。